# New Jeans (EP)
New Jeans é o extended play (EP) de estreia do girl group sul-coreano NewJeans. Foi lançado digitalmente em 1 de agosto de 2022 e fisicamente em 8 de agosto de 2022 pela ADOR, uma subsidiária da Hybe Corporation. O EP contém quatro faixas, incluindo os três singles "Attention", "Hype Boy" e "Cookie". Musicalmente, o álbum abrange uma variedade de gêneros musicais, incluindo R&B, moombahton, electropop e hip hop.

## Antecedentes e lançamento
No início de 2019, a Big Hit Entertainment (agora chamada Hybe Corporation) anunciou os preparativos para estrear um novo girl group em colaboração com a Source Music sob a tutela da então CBO Min Hee-jin, que é amplamente reconhecida por seu trabalho como ex-diretora visual na SM Entertainment. O projeto foi transferido para a recém-criada gravadora da Hybe, ADOR (All Doors One Room), da qual Min foi nomeada CEO após a pandemia de COVID-19. Relatos da mídia revelaram que a escalação foi finalizada em março de 2022, e as contas oficiais de mídia social para a ADOR foram abertas.
Após relatos da mídia, três clipes animados de números, "22", "7" e "22" foram postados nas contas de mídia social da ADOR, sugerindo que o primeiro conteúdo de seu novo girl group seria lançado em 22 de julho. Em 22 de julho, o grupo lançou o videoclipe de seu single de estreia "Attention" como um lançamento surpresa, sem promoção anterior ou detalhes sobre as identidades dos membros. O vídeo filmado na Espanha recebeu mais de 1,3 milhão de visualizações em menos de 24 horas e foi rapidamente seguido pelo anúncio de seu primeiro extended play (EP) epônimo, onde foi revelado ter quatro faixas, com duas delas a serem lançadas como singles adicionais. A pré-venda para o EP abriu em 25 de julho. Em 23 de julho, NewJeans lançou seu segundo single, "Hype Boy", onde um clipe de 50 segundos revelando os membros, bem como quatro videoclipes adicionais específicos para cada membro foram lançados no mesmo dia. Depois de dois dias, um videoclipe para o lado B "Hurt" foi lançado. Em 1 de agosto, o grupo lançou o videoclipe final do terceiro single principal, "Cookie", após o lançamento digital do álbum no mesmo dia e o lançamento físico em 8 de agosto.

## Composição
O EP foi descrito como um disco pop que incorpora gêneros como moombahton, electropop e hip hop, que, de acordo com a ADOR, é fácil de ouvir "em qualquer lugar, a qualquer hora" e foi "produzido de uma forma que se concentra nas vozes dos membros sem excesso de engenharia de som". Os críticos observaram que o EP foi capaz de "dar um humor sonhador kitsch e dar corpo à visão Y2K do grupo".

### Canções
"Attention" tem sido descrita como uma canção com "um groovy indescritível destacado por uma batida movimentada" e "modulações que saltam entre maior e menor que mantém sua instrumentação influenciada pelo R&B do início dos anos 2000". Danielle, uma das membros do grupo revelou que participou da composição da faixa. "Hype Boy" é uma mistura de moombahton e electropop que enfatiza os "vocais distintos" dos membros. O membro Hanni contribuiu para a letra da canção. "Cookie" apresenta uma batida mínima de hip hop e "dance-pop com sintetizadores gordos e uma reviravolta no som Jersey Club" sobre letras de "autoconfiança—com uma pitada de tensão". A canção de encerramento, "Hurt", é uma faixa de R&B "triste" apoiada por "bateria descolada e vocais suaves e agridoces que dão a impressão de que os membros estão apresentando a cappella".

## Recepção crítica
| Críticas profissionais | Críticas profissionais |
| Avaliações da crítica  | Avaliações da crítica  |
| Fonte                  | Avaliação              |
| ---------------------- | ---------------------- |
| NME                    | [ 17 ]                 |

Carmen Chin da NME deu três de cinco estrelas, afirmando que "com sua habilidade musical e a ousada visão artística da gravadora, NewJeans conseguiu estabelecer uma base sólida para um futuro brilhante como pioneiras". Joshua Minsoo Kim, da Pitchfork, escreveu: "O lançamento do NewJeans foi a campanha mais elaborada do K-pop este ano", afirmando que o EP é "uma coleção luxuosa e elegante de produção de R&B dos anos 90 e 2000". Em dezembro de 2022, a Rolling Stone classificou-o como número 46 em sua lista dos 100 melhores álbuns de 2022, descrevendo o EP como "um som único e um novo componente visual, apoiando-se fortemente na estética pop dos anos 90 que combina bem com esta banda e garante replays".

## Desempenho comercial
Em 28 de julho, foi anunciado que as pré-encomendas de New Jeans ultrapassaram 444.000 cópias, quebrando o recorde de maior número de pré-encomendas de estoque para qualquer álbum de estreia de um girl group coreano na história. Após o lançamento de New Jeans, todas as faixas ficaram imediatamente no topo das principais paradas musicais domésticas sul-coreanas, como Melon, Genie, Bugs! e Vibe. No primeiro dia de seu lançamento, o EP alcançou 2,06 milhões de streams no Spotify Korea, o maior número para qualquer girl group de K-pop que estreou em 2022. Os singles "Attention" e "Hype Boy" ficaram entre os dois primeiros da parada Daily Top Songs do Spotify Korea por dois dias consecutivos, enquanto "Cookie" ficou em terceiro lugar no segundo dia de lançamento. No exterior, os três singles conseguiram entrar nas paradas em tempo real do Line Music, o maior site de música do Japão. Somente no primeiro dia de lançamento, New Jeans vendeu mais de 262.800 cópias combinadas, quebrando o recorde estabelecido pelo Fearless de Le Sserafim, que registrou 175.000 vendas de álbuns no primeiro dia em maio do mesmo ano.

## Promoção
Após o lançamento de New Jeans, NewJeans realizou uma contagem regressiva ao vivo no YouTube no mesmo dia para apresentar o extended play e se comunicar com seus fãs. Em 4 de agosto, eles realizaram sua estreia no M Countdown da Mnet, onde apresentaram todos os três singles principais. As promoções continuaram através do Music Bank em 5 de agosto, onde apresentaram "Attention", e no Inkigayo em 7 de agosto, onde o quinteto apresentou "Attention" e "Cookie". Uma loja pop-up em The Hyundai, Seul, para comemorar o lançamento de New Jeans, abriu de 11 a 31 de agosto para vender merchandising oficiais de New Jeans e ADOR.

## Lista de faixas
| Lista de faixas para New Jeans |                |                         |                          |                |         |  |
| N.º                            | Título         | Letras                  | Música                   | Arranjo        | Duração |  |
| 1.                             | "Attention"    | Gigi Duckbay Danielle   | 250 Duckbay              | 250            | 3:00    |  |
| 2.                             | "Hype Boy"     | Gigi Ylva Dimberg Hanni | 250 Ylva Dimberg         | 250            | 2:59    |  |
| 3.                             | "Cookie"       | Gigi Ylva Dimberg       | Park Jin-su Ylva Dimberg | Park Jin-su    | 3:55    |  |
| 4.                             | "Hurt"         | Gigi Amanda Lundstedt   | 250 Amanda Lundstedt     | 250            | 2:57    |  |
| Duração total:                 | Duração total: | Duração total:          | Duração total:           | Duração total: | 12:52   |  |

## Desempenho nas tabelas musicais

### Tabelas semanais
| Tabela musical (2022)                      | Melhor posição |
| ------------------------------------------ | -------------- |
| Coreia do Sul (Circle)                     | 1              |
| Croácia (International Albums da HDU)      | 26             |
| Estados Unidos (World Albums da Billboard) | 12             |
| Japão (Oricon)                             | 12             |
| Japão (Combined Albums da Oricon)          | 10             |
| Japão (Hot Albums da Billboard Japan)      | 22             |

### Tabelas mensais
| Tabela musical (2022)  | Melhor posição |
| ---------------------- | -------------- |
| Coreia do Sul (Circle) | 4              |
| Japão (Oricon)         | 35             |

## Certificações
| Região                                  | Certificação | Unidades/vendas |
| --------------------------------------- | ------------ | --------------- |
| Coreia do Sul (KMCA)                    | Platina      | 250.000^        |
| ^vendas baseadas apenas na certificação |              |                 |

## Histórico de lançamento
| Região | Data                | Formato                    | Gravadora    |
| ------ | ------------------- | -------------------------- | ------------ |
| Várias | 1 de agosto de 2022 | Download digital streaming | ADOR YG Plus |
| Várias | 8 de agosto de 2022 | CD                         | ADOR YG Plus |